# Croton cassinioides
Croton cassinoides
Espèce
Croton cassinoides est une espèce de plantes à fleurs du genre Croton et de la famille des Euphorbiaceae, présente à l'est et au sud-est de Madagascar.

## Synonymes
- Croton delphinianus, Baill., 1891
- Oxydectes cassinioides, (Lam.) Kuntze